# Brug 2354
Brug 2354 is een bouwkundig kunstwerk in Amsterdam-West, wijk Westergasfabriek.
De brug werd aangelegd tijdens de herbestemming van de terreinen van de voormalige Westergasfabriek langs de Haarlemmertrekvaart. Die terreinen werden van 1997 tot 2003 gesaneerd en opnieuw ingericht onder leiding van Karthyn Gustafson en Francine Houben van Mecanoo. Er moesten tal van nieuwe waterwegen en overspanningen aangelegd worden. In dat kader werd ook brug 2354 gebouwd. Ze verzorgt de verbinding tussen het Brettenpad, een doorlopende voet- en fietsverbinding tussen Westerpark en Halfweg en het Cultuurpark dat op de terreinen verrees en hier het uiteinde vormt van de Gosschalklaan. De brug is dan ook alleen toegankelijk voor voetgangers en fietsers.
De brug ligt als een boogsegment tussen betonnen landhoofden; de overspanning wordt verzorgd door stalen balken waarop houten planken zijn gelegd. De balustraden/leuningen zijn van metaal. Holle ruimten onder de brug zijn opgevuld met houtblokjes. Onder de brug stroomt een niet bevaarbaar dichtgegroeid kunstmatig aangelegd beekje.

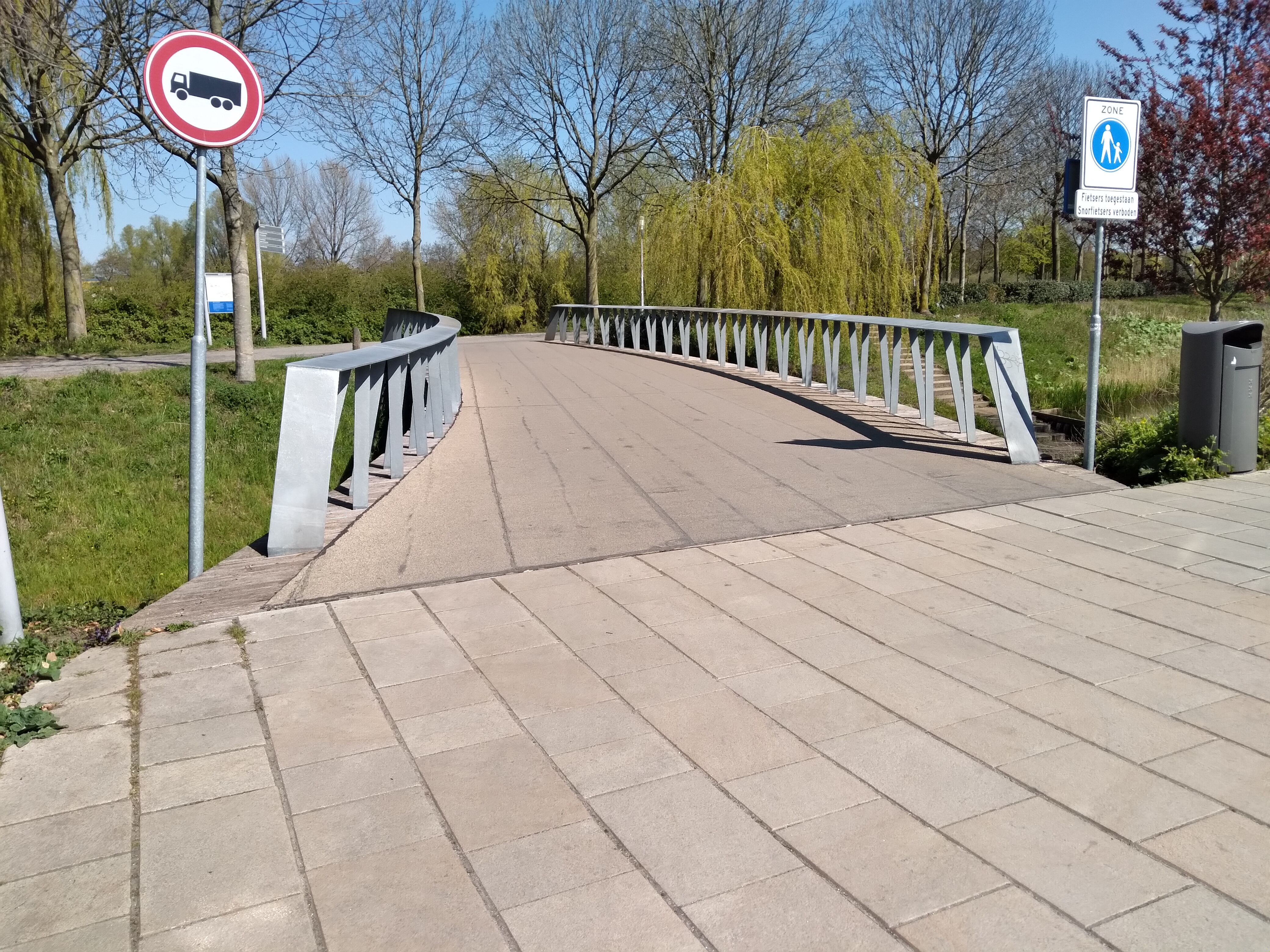
Blik over brug 2354 richting Brettenpad (april 2021)

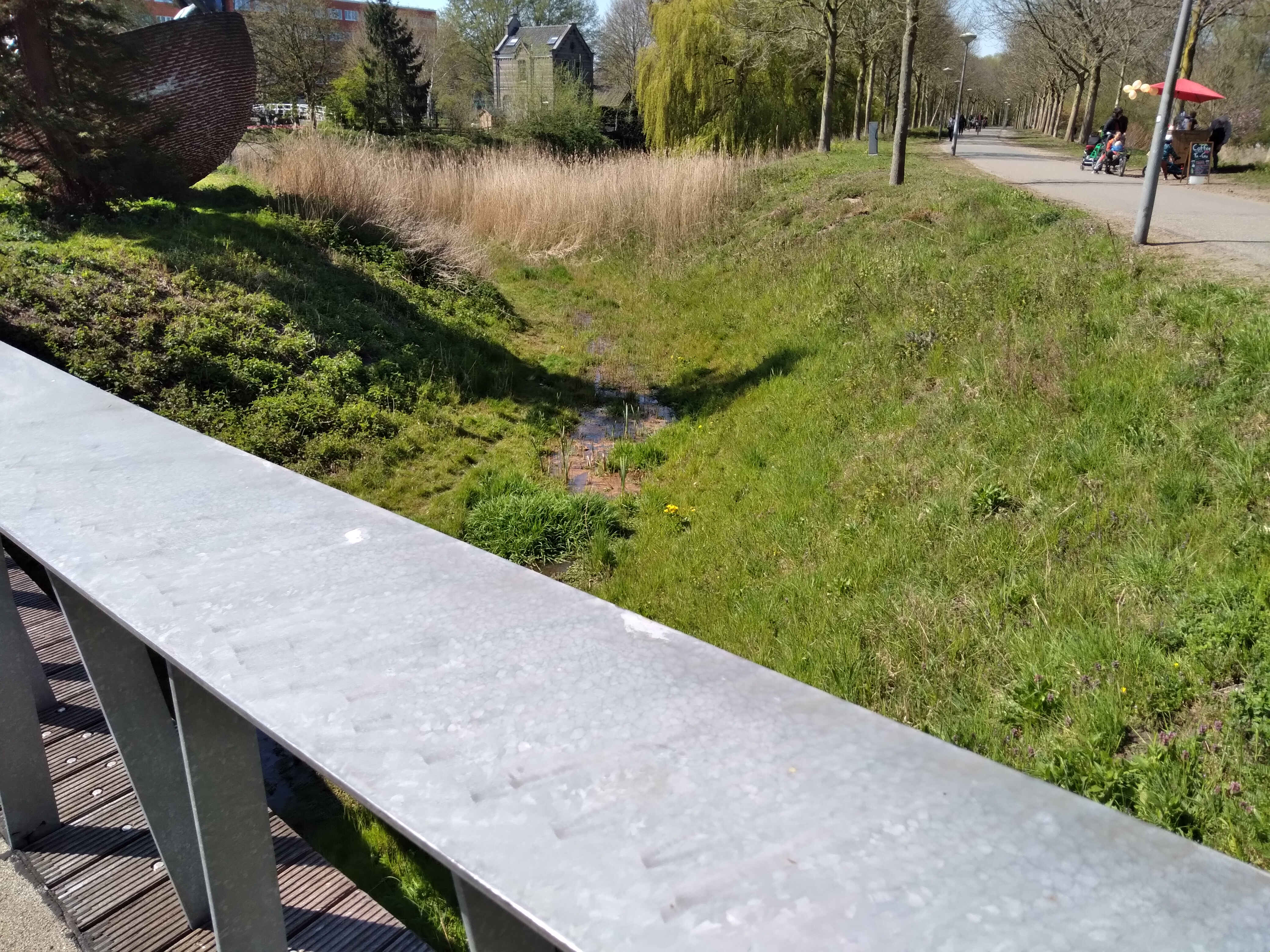
Uitzicht vanaf brug 2354 met links beeld van Herman Makkink (april 2021)